# Yevhen Hutsol
Yevhen Hutsol (parfois russifié en Levgen Gutsol), né le 13 mai 1990 est un athlète ukrainien, spécialiste du 400 m.

## Biographie
Son record, en salle, est de 46 s 80, réalisé à Soumy le 17 février 2012. Il fait partie du relais 4 x 400 m ukrainien lors des Championnats du monde à Moscou.
Lors des Jeux européens de 2019 à Minsk, il remporte, en 4 min 25 s 02, la médaille d’or du relais poursuite. Il gagne ensuite, en 4 min 25 s 63, cette épreuve de relais en demi-finales. Toujours avec l’équipe d’Ukraine, il remporte également la médaille d’or par équipes lors de la finale de ces Jeux européens, en battant sur le fil l’équipe biélorusse, lors de la dernière épreuve du relais poursuite, sans handicap, en 4 min 27 s 14.

## Palmarès
| Date | Compétition                       | Lieu      | Résultat | Épreuve   | Temps         |
| ---- | --------------------------------- | --------- | -------- | --------- | ------------- |
| 2012 | Championnats d'Europe             | Helsinki  | 7e       | 4 × 400 m | 3 min 04 s 56 |
| 2014 | Championnats du monde en salle    | Sopot     | 6e       | 4 × 400 m | 3 min 08 s 79 |
| 2015 | Championnats d'Europe en salle    | Prague    | 5e       | 400 m     | 46 s 73       |
| 2016 | Championnats d'Europe             | Amsterdam | 6e       | 4 × 400 m | 3 min 04 s 45 |
| 2017 | Championnats d'Europe en salle    | Belgrade  | 5e       | 4 x 400 m | 3 min 09 s 64 |
| 2017 | Championnats d'Europe par équipes | Lille     | 4e       | 800 m     | 1 min 48 s 26 |
| 2017 | Championnats d'Europe par équipes | Lille     | 8e       | 4 x 400 m | 3 min 07 s 03 |